# Вавилов, Евгений Николаевич
Евгений Николаевич Вавилов (13 февраля 1923, Москва — 25 апреля 1978, Киев) — украинский советский учёный, специалист в области кибернетики, педагог. Доктор технических наук (1966), профессор (1967), полковник. Основатель научной школы дискретной математики на Украине.

## Биография
Участник Великой Отечественной войны с октября 1941 года. Служил в войска ПВО. Был командиром отделения, командиром орудия и командиром огневого взвода.
После окончания войны продолжил воинскую службу на различных должностях в Западном и Северо-Западном округах ПВО.
В 1955 году окончил Харьковскую военную артиллерийскую радиотехническую академию и был направлен для дальнейшего прохождения службы в Киевское высшее инженерное радиотехническое училище ПВО, где работал до 1971 года. Позже, в Киевском университете (1971—1972): профессором кафедры теоретической кибернетики, в 1972—1978 годах — работал в Киевском политехническом институте: заведующим кафедры вычислительной техники, с 1973 года — основатель и заведующий кафедры прикладной математики.
Активно занимался научной и исследовательской работой, первым в Киевском высшем инженерном радиотехническом училище ПВО подготовил и защитил кандидатскую диссертацию. Позднее в 1966 г. стал первым в КВИРТУ ПВО доктором технических наук.

## Научная деятельность
Развивал теорию электронно-цифровых машин, в частности методы синтеза их схем с применением аппарата математической логики и алгебры, теории дискретных автоматов. Работал над созданием логических сетей на пороговых элементах, специализированных средств обработки информации, элементов и узлов ЭВМ.
Один из основателей теории вычислительной техники. Вавилов Е. Н. — один из основателей научной школы в стране по фундаментальным проблемам теории синтеза сложных электронно-вычислительных систем, которая и в настоящее время имеет актуальное для науки значение.
Автор 6 монографий и более 80 научных статей, многие из которых стали настольными книгами для инженеров по вычислительной технике в СССР, изданы и переведены в ряде зарубежных стран.
Подготовил более 40 докторов и кандидатов наук.

## Награды
- Орден Красной Звезды,
- Орден Трудового Красного Знамени,
- медали и знаки отличия СССР

## Избранные публикации
- Элементы теории электронных цифровых машин. К., 1960 (в соавт.);
- Синтез схем электронных цифровых машин. Москва, 1963 (на пол. языке — Варшава, 1967);
- Синтез схем на пороговых элементах. Москва, 1970 (в соавт.);
- Принципы построения цифровых вычислительных машин. К., 1972 (в соавт.);
- Синтез управляющих схем: Учебное пособие. К., 1974 (в соавт.);
- Язык моделирования сложных систем. К., 1976.